# Jill Wagner
Jill Suzanne Wagner (Winston-Salem, Carolina del Norte; 13 de enero de 1979) es una actriz de cine y televisión, modelo, y personalidad de concursos estadounidense. Fue copresentadora del programa de ABC Wipeout desde 2008 hasta 2014.

## Primeros años
Wagner nació en Winston-Salem, Carolina del Norte. Fue criada principalmente por su padre, David Wagner, un marine estadounidense, y su abuela. Asistió al Ledford Senior High School en Wallburg y a la North Carolina State University. Se graduó en 2001 en gestión de empresas. En la actualidad reside en Los Ángeles, California. Siendo una adolescente, Jill también se graduó de la Barbizon Modeling and Acting School en Raleigh y fue apodada Miss Barbizon.

## Carrera
Tras terminar la Universidad, Wagner se mudó a California para seguir una carrera de modelo. En 2003 fue parte del reparto de la serie de MTV, Punk'd, participando en unos doce sketches.
Wagner apareció en la revista Stuff tras sus apariciones en Punk'd. Wagner se posicionó 90.º en la lista de Maxim, “Hot 100 Women of 2004”. Figuró en la edición de julio de 2006 de FHM.
Wagner fue portavoz del coche de Ford Motor Company, Mercury en anuncios de televisión desde 2005 hasta 2011. En 2006 coprotagonizó la serie Blade: The Series como Krista Starr. Fue copresentadora de Inside the Vault en WGN America. Wagner también ha hecho cameos en series como Quintuplets y Bones. Entre sus papeles de película se encuentran Junebug, y un papel protagonístico en Splinter en 2008.
En enero de 2007, Wagner declaró que había sido entrevista para la posibilidad de interpretar a la Mujer Maravilla en la versión cinematográfica, diciendo, "Me encontré con los chicos de Silver Pictures y hablamos de muchas cosas, Wonder Woman fue una de ellas."
En marzo de 2008, fue anunciado que Wagner copresentaría una serie de telerrealidad de ABC llamada Wipeout, la cual fue estrenada en junio de 2008. En abril de 2011 Wagner anunció que dejaba Wipeout tras cuatro temporadas para centrarse en su carrera; fue sucedida por Vanessa Minnillo. A finales de agosto de 2012, fue anunciado que Wagner volvería a Wipeout para su sexta temporada, un papel que seguiría encarnando hasta el final de la serie.
En junio de 2011, Wagner apareció en Teen Wolf, de la cadena MTV. En 2013, Wagner apareció en el tercer episodio de Rhett and Link, en su serie de Youtube, The Mythical Show; en respuesta a su programa de entrevistas Good Mythical Morning, donde mencionaron que habían asistido a la Universidad con una chica que llamó su atención pero que nunca tuvieron la valentía que hablarle, esta fue revelada que fue Jill Wagner.
En 2015 Wagner fue presentadora de Handcrafted America en INSP; the series began its third season in August 2017. A finales de 2015, Wagner fue parte del reparto de la película canadiense Braven. La película salió en febrero de 2018. Desde 2015, ha aparecido en varias películas de Hallmark Channel. En 2019 se unió al reparto como Amy Winslow en la película Mystery 101.

## Vida privada
En abril de 2017 Wagner se casó con el exjugador de hockey profesional, David Lemanowicz, tras haber anunciado su compromiso a principios de 2016. En noviembre de 2019 se anunció que estaba embarazada. Su primera hija, Army Gray Lemanowicz, nació en abril de 2020. En abril de 2021 anunció su segundo embarazo. Su segunda hija, Daisy Roberta Lemanowicz, nació en agosto de 2021. Además, es madrastra de la primera hija de un matrimonio anterior de su esposo, Lija, nacida en 2010.

## Filmografía
| Año  | Título                    | Papel            | Notas |
| ---- | ------------------------- | ---------------- | ----- |
| 2005 | Junebug                   | Millicent        |       |
| 2006 | Shifted                   | Rachel           |       |
| 2008 | Splinter                  | Polly Watt       |       |
| 2014 | Road to Paloma            | Sandy            |       |
| 2016 | Super Novas               | Judy             |       |
| 2018 | Braven                    | Stephanie Braven |       |
| 2019 | The Legend of 5 Mile Cave | Susan Tilwicky   |       |

| Año                  | Título                                       | Papel          | Notas                                                                        |
| -------------------- | -------------------------------------------- | -------------- | ---------------------------------------------------------------------------- |
| 2003                 | Punk'd                                       | Field Agent    | 6 episodios                                                                  |
| 2004                 | Monk                                         | Crystal Smith  | Episodio: "Mr. Monk and the Employee of the Month"                           |
| 2004                 | Dr. Vegas                                    | Roxanne        | Episodios: "Dead Man, Live Bet", "All In"                                    |
| 2004                 | Quintuplets                                  | Cammie         | Episodio: "Thanksgiving Day Charade"                                         |
| 2006                 | Blade: The Series                            | Krista Starr   | Protagonista, 12 episodios                                                   |
| 2007–2008            | Stargate Atlantis                            | Larrin         | Episodios: "Travelers", "Be All My Sins Remember'd"                          |
| 2008                 | Bones                                        | Holly Markwell | Episodio: "The Man in the Outhouse" (temporada 4)                            |
| 2008–2011, 2013–2014 | Wipeout                                      | Ella misma     | Presentadora (temporadas 1–4, 6–7), 65 episodios                             |
| 2009                 | Dancing with the Stars                       | Ella misma     | Episodio: "Round Ten: Final Results"                                         |
| 2011                 | Inside the Vault                             | Ella misma     | Copresentadora, 10 episodios                                                 |
| 2011, 2014, 2017     | Teen Wolf                                    | Kate Argent    | Papel recurrente (temporadas 1, 4); invitada (temporadas 3, 6); 20 episodios |
| 2015                 | Autumn Dreams                                | Annie Hancock  | Película de televisión (Hallmark)                                            |
| 2015                 | Christmas in the Smokies                     | Trish Greene   | Película de televisión                                                       |
| 2015–2017            | Handcrafted America                          | Ella misma     | Presentadora                                                                 |
| 2016                 | Christmas Cookies                            | Hannah Harper  | Película de televisión (Hallmark)                                            |
| 2017                 | A Harvest Wedding                            | Sarah Bloom    | Película de televisión (Hallmark)                                            |
| 2017                 | Karen Kingsbury's Maggie's Christmas Miracle | Maggie Wright  | Película de televisión (Hallmark Movies & Mysteries)                         |
| 2017                 | Hell's Kitchen                               | Ella misma     | Episodio: "It's All Gravy"                                                   |
| 2018                 | Pearl In Paradise                            | Alex Anderson  | Película de televisión (Hallmark)                                            |
| 2018                 | Christmas in Evergreen: Letters to Santa     | Lisa           | Película de televisión (Hallmark)                                            |
| 2019                 | Mystery 101                                  | Amy Winslow    | Película de televisión (Hallmark Movies and Mysteries)                       |
| 2019                 | Christmas Wishes & Mistletoe Kisses          | Abbey          | Película de televisión (Hallmark)                                            |